# نانتشانغ
| نانتشانغ | نانتشانغ |
| نانتشانغ | نانتشانغ |
| مدينة على مستوى المحافظة                                                                                                   | مدينة على مستوى المحافظة |
| --- | --- |
| Clockwise from top: New Fourth Army Headquarter, Star of Nanchang, Bayi Square, Nanchang sunrise, Pavilion of Prince Teng. | |
| | |
| | |
| اللقب | هونغتشنغ (洪城 lit. Grand City[بحاجة لمصدر]), هونغدو (洪都 lit. Grand Metropolis[بحاجة لمصدر]), طول يو (豫章)                       |
| الاسم الرسمي | (بالصينية: 南昌市) |
| موقع نانتشانغ | |
| | |
| Location of Nanchang City jurisdiction in Jiangxi                                                                          | |
| | |
| الإحداثيات | 28°41′03″N 115°53′14″E / 28.684167°N 115.887222°E                                                                                   |
| تقسيم إداري | |
| البلد | الصين |
| محافظة | جيانغشى |
| التقسيم الإداري في الصين                                                                                                   | 6 مقاطعة في الصين ‏, 3 محافظة في الصين ‏                                                                                              |
| عاصمة لـ | جيانغشي |
| مقعد البلدية | Honggutan District |
| الحكومة | |
| النوع | مدينة على مستوى المحافظة |
| هيئة | مجلس نواب بلدية نانتشانغ |
| CCP Secretary | Wu Xiaojun |
| الكونجرس Chairman | Wu Weizhu |
| الكونجرس Chairman | Ge Guangming |
| الكونجرس Chairman | Liu Jiafu |
| خصائص جغرافية | |
| مدينة على مستوى المحافظة                                                                                                   | 7٬194 كم2 (2٬778 ميل2) |
| مناطق حضرية (2018) | 686 كم2 (265 ميل2) |
| التجمع الحضري | 4,588 كم2 (1٬771 ميل2) |
| ارتفاع | 37 م (122 قدم) |
| عدد السكان (2020 census)                                                                                                   | |
| مدينة على مستوى المحافظة                                                                                                   | 5,042,565 |
| الكثافة السكانية | 700/كم2 (1٬800/ميل2) |
| حضر (2020) | 3,576,547 |
| الكثافة العمرانية | 5٬200/كم2 (14٬000/ميل2) |
| مدن كبرى | 4,171,926 |
| Metro density | 910/كم2 (2٬400/ميل2) |
| معلومات أخرى | |
| منطقة زمنية | توقيت الصين القياسي (ت.ع.م+8) |
| Postal code | 330000 |
| رمز الهاتف | 791 |
| رمز جيونيمز | 1800160 |
| أيزو 3166 | أيزو 3166-2:CN |
| لوحة مركبات | 赣A 赣M |
| المدينة التوأم | القائمة ...إسكوبية، وكويلمس، والبسيط، وكوبيابو، وفالكياكوسكي، وسوروكابا، وتاكاماتسو، كاغاوا، ونيوكاسل ‏، وتولوكا، وكوتايسي، وماريبور |
| بادئات لوحة الترخيص | 赣A, 赣M |
| City Flower | الورد الصيني |
| City Tree | كافور لوريل |
| الموقع الرسمي | nc.gov.cn |
| معرض صور نانتشانغ - ويكيميديا كومنز                                                                                        | |
| تعديل مصدري - تعديل | |

| نانتشانغ | نانتشانغ |
| -------- | -------- |

نانتشانغ (الإنجليزية البريطانية: /nænˈtʃæŋ/ ، الإنجليزية الأمريكية: /nɑːnˈtʃɒŋ/  Chinese) هي عاصمة مقاطعة جيانغشي، جمهورية الصين الشعبية. اعتبارًا من نوفمبر 2017، كان إجمالي عدد السكان في مدينة نانتشانغ 5,246,600، في حين أن المنطقة المبنية المكونة من 6 مناطق حضرية بالإضافة إلى مقاطعة نانتشانغ هي موطن لأكثر من 4300000 نسمة. تقع في الجزء الشمالي الأوسط من المقاطعة وفي المناطق النائية من سهل بحيرة بويانغ، تحدها من الغرب جبال جيولينغ ومن الشرق بحيرة بويانغ. نظرًا لموقعها الاستراتيجي الذي يربط بين شرق وجنوب الصين المزدهر، فقد أصبحت مركزًا رئيسيًا للسكك الحديدية في جنوب الصين في العقود الأخيرة.
نظرًا لأن انتفاضة نانتشانغ في عام 1927 اعترف بها الحزب الشيوعي الحاكم بشكل واضح بأنها "أطلقت أول طلقة نارية ضد القوميين الأشرار"، ولذلك أطلقت الحكومة الحالية على المدينة منذ عام 1949 اسم "مدينة الأبطال"المكان الذي ولد جيش التحرير الشعبي الصيني "، وهو المكان الأكثر شهرة" حيث رُفعت الراية العسكرية لجيش التحرير الشعبي لأول مرة ". تعد نانتشانغ أيضًا مدينة رئيسية، حيث تظهر ضمن أفضل 200 مدينة في العالم من خلال مخرجات البحث العلمي، وفقًا لمؤشر الطبيعة  وهي موطن لجامعة نانتشانغ، الجامعة الوطنية الرئيسية لـ " مشروع 211 " في المدينة.

## تاريخ

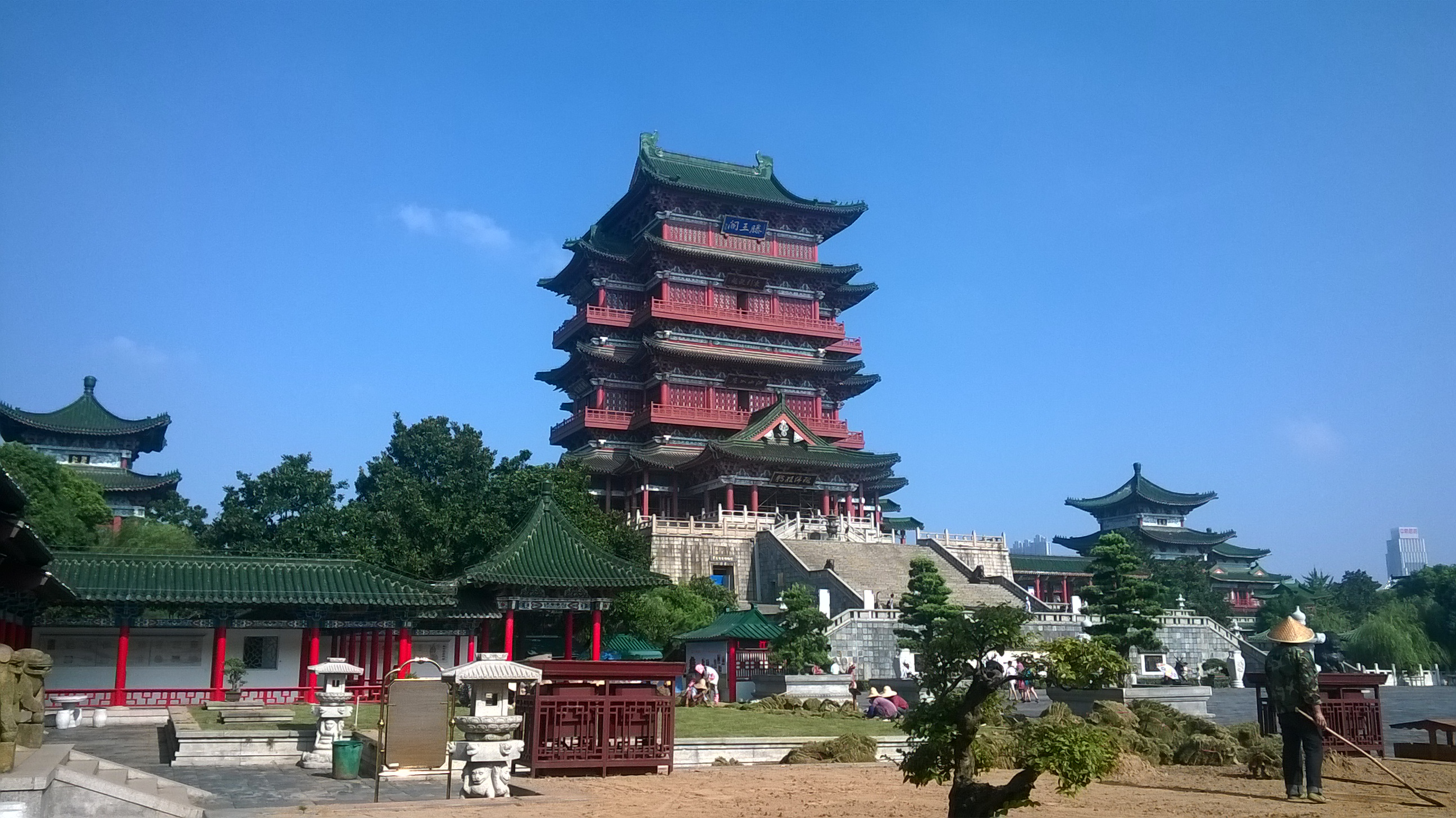
جناح تنغوانغ

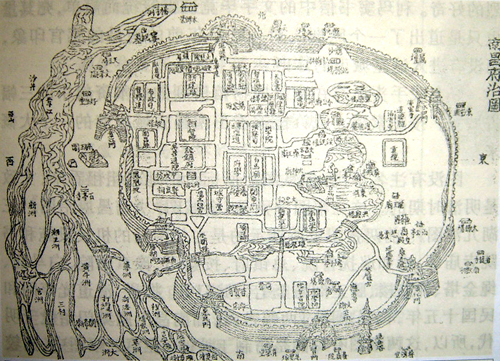
الخريطة التاريخية لنانتشانغ

تم دمج الأراضي التي تشمل مقاطعة جيانغشي الحديثة بما في ذلك نانتشانغ لأول مرة في الصين خلال عهد أسرة تشين، عندما تم احتلالها من قبل شعوب بايوي وتم تنظيمها كقيادة جيوجيانغ (Chinese). في عام 201 قبل الميلاد، خلال عهد أسرة هان، أعطيت المدينة الاسم الصيني نانتشانغ وأصبحت المقر الإداري لقيادة lمقاطعة يوزهنج)، وكان يحكمها غوان ينغ، أحد جنرالات إمبراطور هان غاوزو. اسم نانتشانغ يعني «ازدهار الجنوب»، مشتق من شعار تطوير ما يعرف الآن بجنوب الصين والذي يُنسب تقليديًا إلى الإمبراطور قاوزو نفسه.
في عام 589 م، خلال سلالة سوي، تم تغيير هذه القيادة إلى محافظة تسمى هونغتشو، وبعد 763 أصبحت المركز الإقليمي لمقاطعة جيانغشي، والتي كانت حينها بداية النمو السريع الذي جعلها أكثر من غيرها بحلول القرن الثاني عشر مقاطعة مكتظة بالسكان في الصين.
في عام 653 تم تشييد جناح تنغوانج، وفي عام 675 كتب وانج بو الكتاب الكلاسيكي " Tengwang Ge Xu "، وهو تحفة تمهيدية شعرية تحتفل بالمبنى، مما يجعل المبنى والمدينة والمؤلف نفسه معروفين بمعرفة القراءة والكتابة للسكان الناطقين بالصينية منذ ذلك الحين. تم تدمير الجناح وإعادة بنائه عدة مرات عبر التاريخ. أعيد بناء شكله الحالي في الثمانينيات بعد تدميره في عام 1929 أثناء الحرب الأهلية الصينية.
في عام 959، في ظل نظام تانغ الجنوبي، أصبحت نانتشانغ محافظة عليا والعاصمة الجنوبية. بعد الفتح من قبل نظام سونغ عام 981، تم تغيير اسمها إلى هونغتشو. في عام 1164 تم تغيير اسمها إلى محافظة لونجكسينج، والتي احتفظت بها حتى عام 1368. خلال عهد أسرة يوان، كانت عاصمة مقاطعة جيانغشي، وهي منطقة ضمت قوانغدونغ أيضًا. في نهاية فترة يوان (المغول) (1279-1368)، أصبحت ساحة معركة بين
زهو يوان تشانغ، مؤسس سلالة مينغ (1368–1644)، وأمراء الحرب المحلي المنافس، تشن شو ليانغ. في بداية القرن السادس عشر، كانت قاعدة السلطة التي أطلق منها تشو تشينهاو، أمير نينغ، تمردًا ضد الإمبراطور.
خلال عهد أسرة يوان، ربما كانت مركزًا لتجارة الخزف 
خلال فترة حكم الإمبراطور وانلي سلالة مينغ، كانت تضم أقارب الإمبراطور الذين تم نفيهم لأنهم كانوا مطالبين محتملين للعرش الإمبراطوري، وأعضاء الأسرة الإمبراطورية يشكلون حوالي ربع سكان المدينة؛ نتيجة لذلك، جاء ماتيو ريتشي إلى هنا عندما كان يحاول الدخول إلى بكين.
في خمسينيات القرن التاسع عشر عانت بشكل كبير نتيجة لتمرد تايبينغ (1850-1864)، وانخفضت أهميتها كمركز تجاري حيث تم استبدال الطرق البرية المؤدية إلى كانتون بخدمات البواخر الساحلية في النصف الأخير من القرن التاسع عشر. ومع ذلك، ظلت نانتشانغ حاضرة إقليمية بلا منازع في جيانغشي.
في الأول من أغسطس عام 1927، كانت مدينة نانتشانغ موقعًا لسلسلة من التمردات التي نظمها الشيوعيون. نجحت انتفاضة نانتشانغ، بقيادة ضباط الكومينتانغ المؤيدين للشيوعية بتوجيه من روسيا، في السيطرة على المدينة لبضعة أيام فقط، ووفرت مجموعة أساسية من القوات وطريقة تنظيم تطور منها جيش التحرير الشعبي فيما بعد.
في عام 1939، ومعركة نانتشانغ، وقعت معركة شرسة بين الصينيين الجيش الثوري الوطني واليابان الإمبراطورية الجيش في الحرب الصينية اليابانية الثانية.
بحلول عام 1949، كانت نانتشانغ لا تزال في الأساس مدينة إدارية وتجارية على الطراز القديم، مع القليل من الصناعة بصرف النظر عن معالجة الأغذية؛ كان عدد سكانها حوالي 275000 نسمة. حصلت نانتشانغ على خط سكك حديدية لأول مرة في عام 1915، وكانت متصلة فقط بميناء جيوجيانغ على ضفاف نهر اليانغتسي. ومنذ ذلك الحين تم فتح العديد من خطوط السكك الحديدية الأخرى. بعد الحرب العالمية الثانية تم الانتهاء من خط لينتشوان وجونجيكو في وادي نهر رو إلى الجنوب والجنوب الشرقي.
منذ عام 1949 تم تصنيع نانتشانغ على نطاق واسع. هو الآن منتج على نطاق واسع من القطن والمنسوجات والغزول القطنية. صناعة الورق هي أيضًا صناعة رئيسية، مثلها مثل تصنيع الأغذية (خاصة طحن الأرز). بدأت الصناعة الثقيلة تكتسب مكانة بارزة في منتصف الخمسينيات من القرن الماضي. تم تركيب محطة طاقة حرارية كبيرة تستخدم الفحم الذي يتم جلبه بالسكك الحديدية من فينغتشنج إلى الجنوب. كما نمت صناعة الآلات، في البداية ركزت بشكل أساسي على إنتاج المعدات الزراعية ومحركات الديزل. أصبحت نانتشانغ بعد ذلك مركزًا ثانويًا لصناعة السيارات في الصين، حيث تنتج الشاحنات والجرارات وكذلك الملحقات مثل الإطارات. تم إنشاء معمل لصهر الحديد للمساعدة في إمداد الصناعة المحلية في أواخر الخمسينيات من القرن الماضي. هناك أيضًا صناعة كيميائية كبيرة تنتج الكيماويات الزراعية والمبيدات الحشرية وكذلك الأدوية.

## جغرافيا

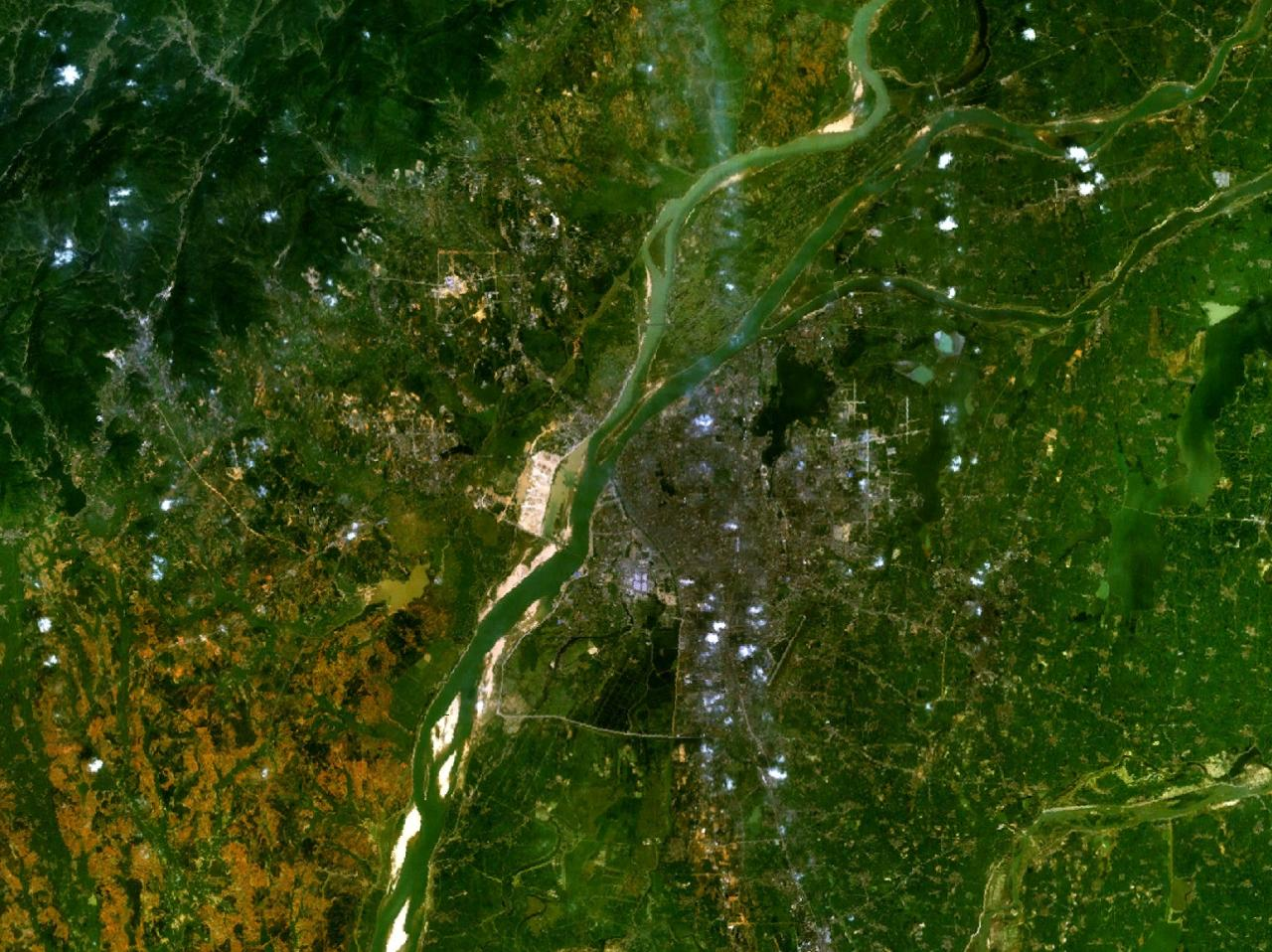
صور القمر الصناعي نانتشانغ 2005

تقع نانتشانغ في جنوب شرق الصين الداخلي، 130 كيلومتر (81 ميل) جنوب نهر اليانغتسي ويقع على الضفة اليمنى لنهر غان أسفل التقائه بنهر جين وحوالي 40 كيلومتر (25 ميل) جنوب غرب تصريفها في بحيرة بويانغ.

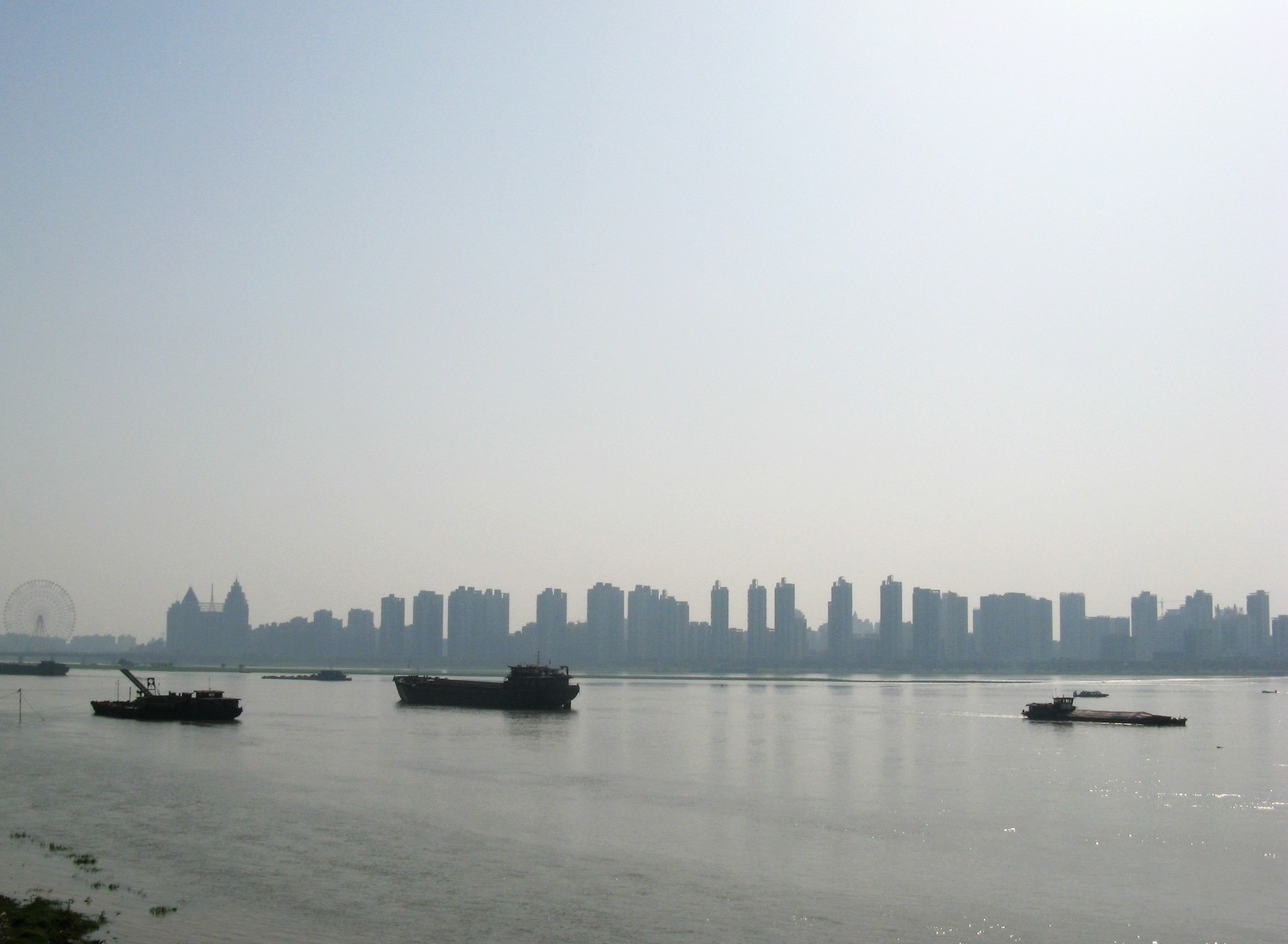
نهر جان

### مناخ
نانتشانغ تتاثر بالرياح الموسمية وهي من المناطق الرطبة شبه الاستوائية (كوبن CFA) مع أربعة فصول متميزة. الشتاء قصير وبارد مع صقيع في بعض الأحيان. يبدأ الجو مشمسًا وجافًا إلى حد ما ولكنه يصبح تدريجيًا أكثر رطوبة وأكثر تلبدا بالغيوم. يبدأ الربيع كئيبًا بشكل خاص، ومن أبريل إلى يونيو، يحتوي كل شهر على أكثر من 220 مليمتر (8.7 بوصة) هطول الأمطار. الصيف طويل ورطب، مع درجات حرارة من بين أعلى درجات الحرارة في أي عاصمة إقليمية صينية، مع سطوع الشمس ما يقرب من 60 في المائة من الوقت في شهري يوليو وأغسطس، هو أكثر وقت مشمس في السنة. الخريف دافئ إلى معتدل مع أدنى مستويات هطول الأمطار خلال العام. يتراوح متوسط درجة الحرارة الشهرية على مدار 24 ساعة من 5.5 °م (41.9 °ف) في يناير إلى 29.5 °م (85.1 °ف) في يوليو، في حين أن المتوسط السنوي هو 18.00 °م (64.4 °ف) . يبلغ معدل هطول الأمطار السنوي حوالي 1,610 مليمتر (63 بوصة)؛ مع نسبة سطوع شمس شهرية محتملة تتراوح من 23 في المئة في مارس إلى 60 في المائة في أغسطس، تتلقى المدينة 1832 ساعة من أشعة الشمس سنويًا في المتوسط. −9.7 °م (15 °ف) القصوى منذ عام 1951 بين 9.7 في 29 ديسمبر 1991 إلى 40.6 °م (105 °ف) في 23 يوليو 1961.
| البيانات المناخية لـنانتشانغ (1981-2010) | البيانات المناخية لـنانتشانغ (1981-2010) | البيانات المناخية لـنانتشانغ (1981-2010) | البيانات المناخية لـنانتشانغ (1981-2010) | البيانات المناخية لـنانتشانغ (1981-2010) | البيانات المناخية لـنانتشانغ (1981-2010) | البيانات المناخية لـنانتشانغ (1981-2010) | البيانات المناخية لـنانتشانغ (1981-2010) | البيانات المناخية لـنانتشانغ (1981-2010) | البيانات المناخية لـنانتشانغ (1981-2010) | البيانات المناخية لـنانتشانغ (1981-2010) | البيانات المناخية لـنانتشانغ (1981-2010) | البيانات المناخية لـنانتشانغ (1981-2010) | البيانات المناخية لـنانتشانغ (1981-2010) |
| الشهر                                    | يناير                                    | فبراير                                   | مارس                                     | أبريل                                    | مايو                                     | يونيو                                    | يوليو                                    | أغسطس                                    | سبتمبر                                   | أكتوبر                                   | نوفمبر                                   | ديسمبر                                   | المعدل السنوي                            |
| ---------------------------------------- | ---------------------------------------- | ---------------------------------------- | ---------------------------------------- | ---------------------------------------- | ---------------------------------------- | ---------------------------------------- | ---------------------------------------- | ---------------------------------------- | ---------------------------------------- | ---------------------------------------- | ---------------------------------------- | ---------------------------------------- | ---------------------------------------- |
| الدرجة القصوى °م (°ف)                    | 25.3 (77.5)                              | 28.7 (83.7)                              | 32.5 (90.5)                              | 34.6 (94.3)                              | 36.5 (97.7)                              | 37.7 (99.9)                              | 40.6 (105.1)                             | 39.7 (103.5)                             | 38.6 (101.5)                             | 35.4 (95.7)                              | 32.3 (90.1)                              | 26.1 (79.0)                              | 40.6 (105.1)                             |
| متوسط درجة الحرارة الكبرى °م (°ف)        | 8.8 (47.8)                               | 11.2 (52.2)                              | 15.2 (59.4)                              | 21.7 (71.1)                              | 26.9 (80.4)                              | 29.6 (85.3)                              | 33.7 (92.7)                              | 33.1 (91.6)                              | 29.1 (84.4)                              | 24.1 (75.4)                              | 17.9 (64.2)                              | 11.9 (53.4)                              | 21.9 (71.4)                              |
| المتوسط اليومي °م (°ف)                   | 5.5 (41.9)                               | 7.7 (45.9)                               | 11.4 (52.5)                              | 17.7 (63.9)                              | 22.8 (73.0)                              | 25.9 (78.6)                              | 29.5 (85.1)                              | 28.9 (84.0)                              | 25.1 (77.2)                              | 19.9 (67.8)                              | 13.7 (56.7)                              | 7.9 (46.2)                               | 18.0 (64.4)                              |
| متوسط درجة الحرارة الصغرى °م (°ف)        | 3.0 (37.4)                               | 5.2 (41.4)                               | 8.7 (47.7)                               | 14.6 (58.3)                              | 19.7 (67.5)                              | 23.0 (73.4)                              | 26.1 (79.0)                              | 25.8 (78.4)                              | 22.2 (72.0)                              | 16.8 (62.2)                              | 10.6 (51.1)                              | 4.9 (40.8)                               | 15.1 (59.2)                              |
| أدنى درجة حرارة °م (°ف)                  | −7.7 (18.1)                              | −9.3 (15.3)                              | −1.7 (28.9)                              | 2.4 (36.3)                               | 10.0 (50.0)                              | 14.8 (58.6)                              | 18.9 (66.0)                              | 19.5 (67.1)                              | 13.3 (55.9)                              | 3.5 (38.3)                               | −0.8 (30.6)                              | −9.7 (14.5)                              | −9.7 (14.5)                              |
| الهطول مم (إنش)                          | 76.7 (3.02)                              | 105.1 (4.14)                             | 177.6 (6.99)                             | 221.0 (8.70)                             | 219.5 (8.64)                             | 296.3 (11.67)                            | 145.3 (5.72)                             | 123.9 (4.88)                             | 72.2 (2.84)                              | 54.2 (2.13)                              | 77.7 (3.06)                              | 44.1 (1.74)                              | 1٬613٫6 (63.53)                          |
| متوسط أيام هطول الأمطار (≥ 0.1 mm)       | 13.3                                     | 13.6                                     | 17.3                                     | 17.2                                     | 15.7                                     | 15.0                                     | 10.5                                     | 10.3                                     | 6.9                                      | 7.6                                      | 8.5                                      | 8.2                                      | 144.1                                    |
| متوسط الرطوبة النسبية (%)                | 76                                       | 77                                       | 79                                       | 79                                       | 78                                       | 82                                       | 76                                       | 76                                       | 75                                       | 71                                       | 71                                       | 71                                       | 76                                       |
| ساعات سطوع الشمس الشهرية                 | 89.0                                     | 83.1                                     | 94.2                                     | 125.2                                    | 161.4                                    | 159.5                                    | 248.6                                    | 233.2                                    | 189.5                                    | 168.4                                    | 143.0                                    | 137.8                                    | 1٬832٫9                                  |
| نسبة وصول أشعة الشمس                     | 28                                       | 27                                       | 23                                       | 30                                       | 36                                       | 39                                       | 59                                       | 60                                       | 50                                       | 47                                       | 46                                       | 44                                       | 41                                       |
| المصدر: إدارة الأرصاد الجوية الصينية     |                                          |                                          |                                          |                                          |                                          |                                          |                                          |                                          |                                          |                                          |                                          |                                          |                                          |

## التركيبة السكانية
اعتبارًا من عام 2010 (التعداد)، بلغ عدد سكان نانتشانغ 5,042,565، منهم 4,171,926 مليون يعيشون في منطقة مبنية (حضرية) تتكون من 6 مناطق حضرية بالإضافة إلى مقاطعة نانتشانغ التي أصبحت حضرية إلى حد كبير. تم إحصاء 37 مجموعة عرقية بين أقسام المحافظات
وفقًا للبيان الإحصائي الصادر عن المكتب الوطني للإحصاء والإحصاء لمدينة نانتشانغ في عام 2017، اعتبارًا من نهاية نوفمبر 2017، كان إجمالي عدد سكان مدينة نانتشانغ 5,246,600. كان عدد سكان الحضر 2887800.

## الإدارة
| Poyang Lake Jinxi Lake Junshan Lake Qinglan Lake Donghu Xihu Qingyunpu Xinjian ＊ Qingshanhu ＊ Honggutan Nanchang County Anyi County Jinxian County |

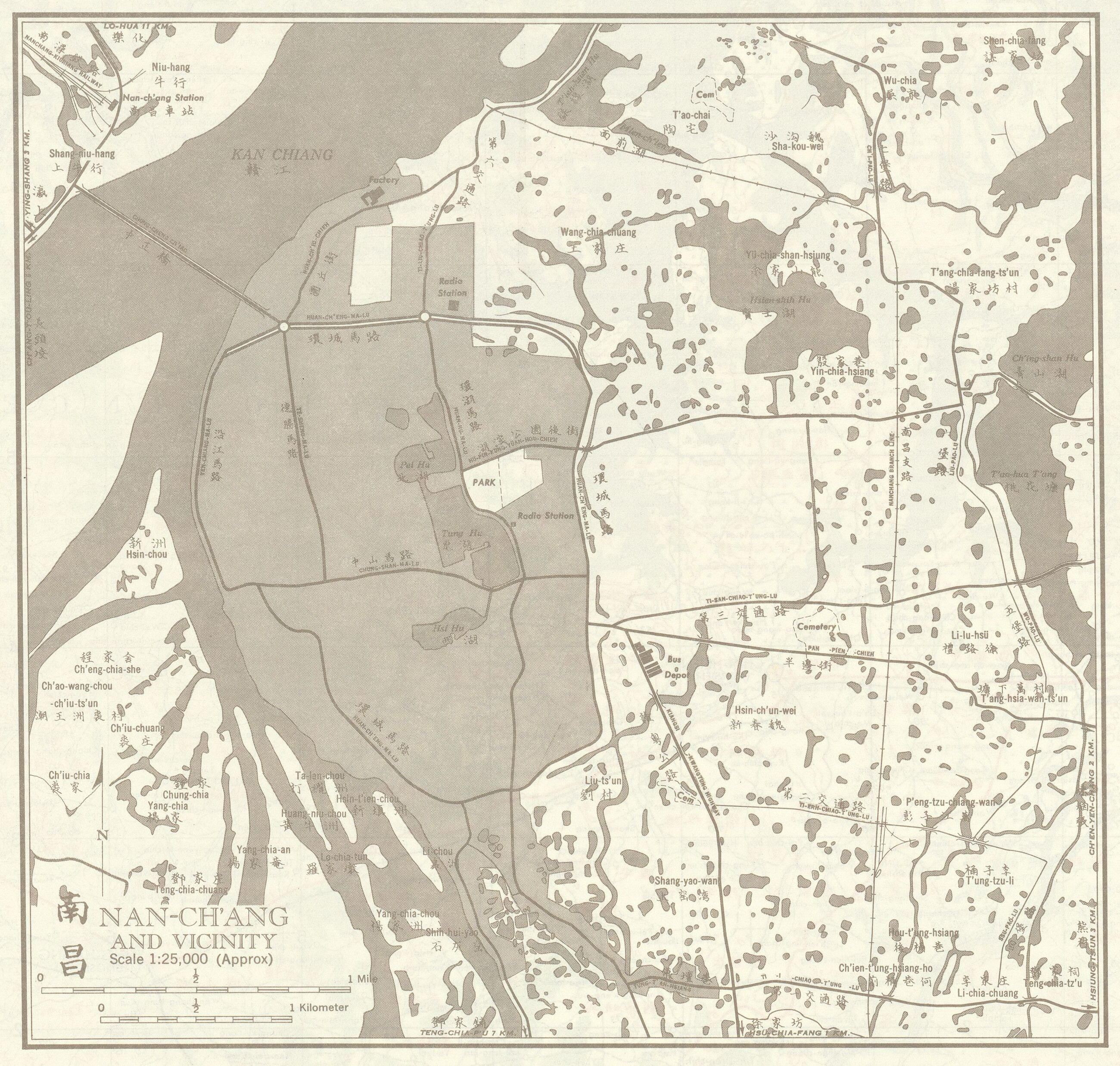
خريطة نانتشانغ (نان تشانغ)

- منطقة هونغوتان الجديدة هي منطقة إدارة اقتصادية وليست تقسيمًا إداريًا رسميًا.

## اقتصاد

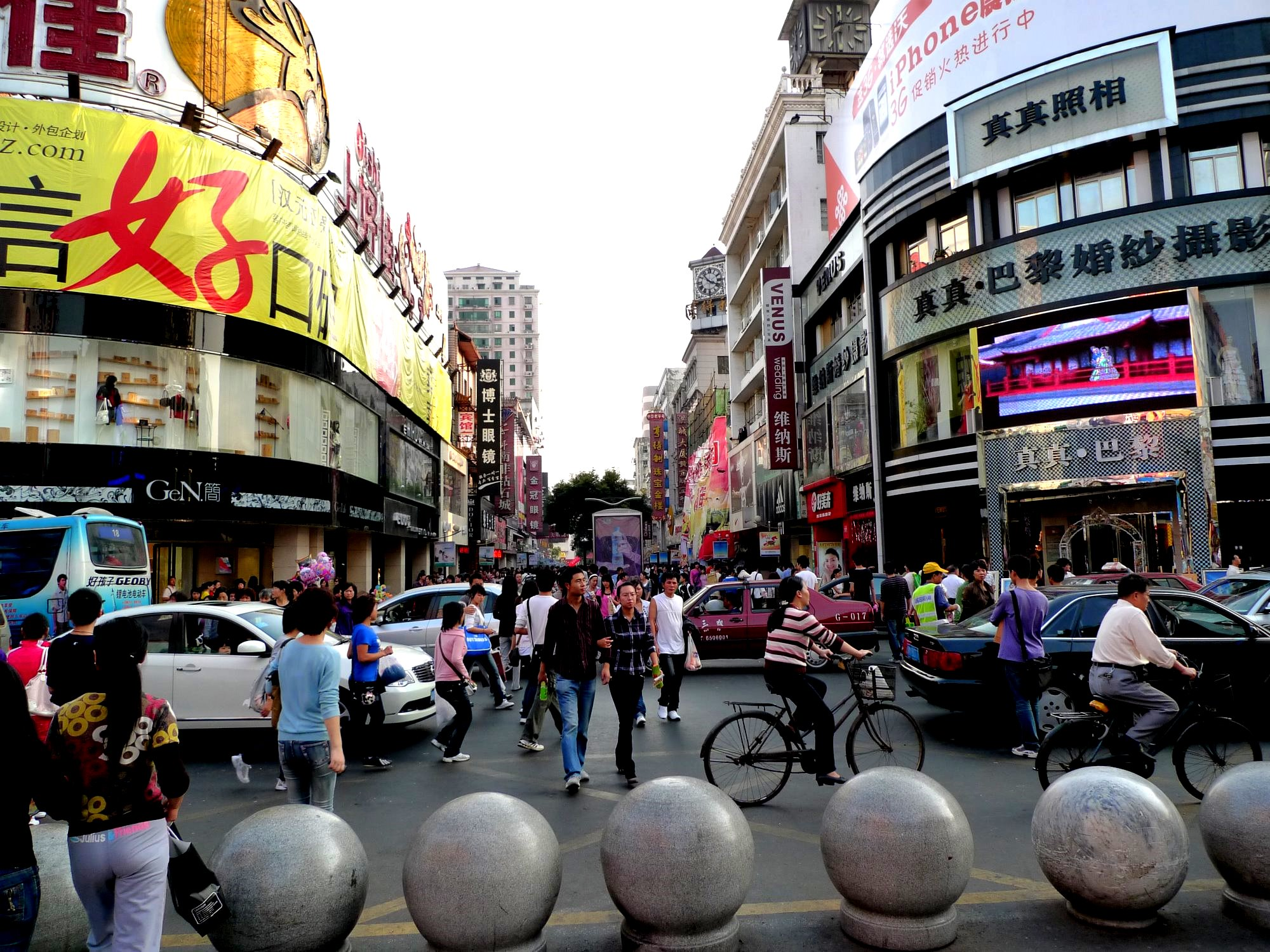
طريق شنغلى، وسط مدينة نانتشانغ

نانتشانغ هي مركز إقليمي للإنتاج الزراعي في مقاطعة جيانغشي. بلغ محصول الحبوب 16.146 مليون طن عام 2000. تعتبر المنتجات مثل الأرز والبرتقال من السلع الاقتصادية الأساسية. تمتلك شركة فورد مصنعًا في نانشنج، يقوم بتجميع شاحنة فورد ترانزيت كجزء من مشروع جيانغ المشترك. يدور جزء كبير من صناعتها حول تصنيع الطائرات، وتصنيع السيارات، والمعادن، والميكانيكا الكهربائية، والمنسوجات، والهندسة الكيميائية، والطب الصيني التقليدي، والمستحضرات الصيدلانية وغيرها. تتمتع نانتشانغ بتطور اقتصادي سريع وتحتل المرتبة 15 بين أسرع 20 مدينة نموًا في العالم. إنها واحدة من أكثر المدن احتمالية للتطور في الصين والعالم في المستقبل.

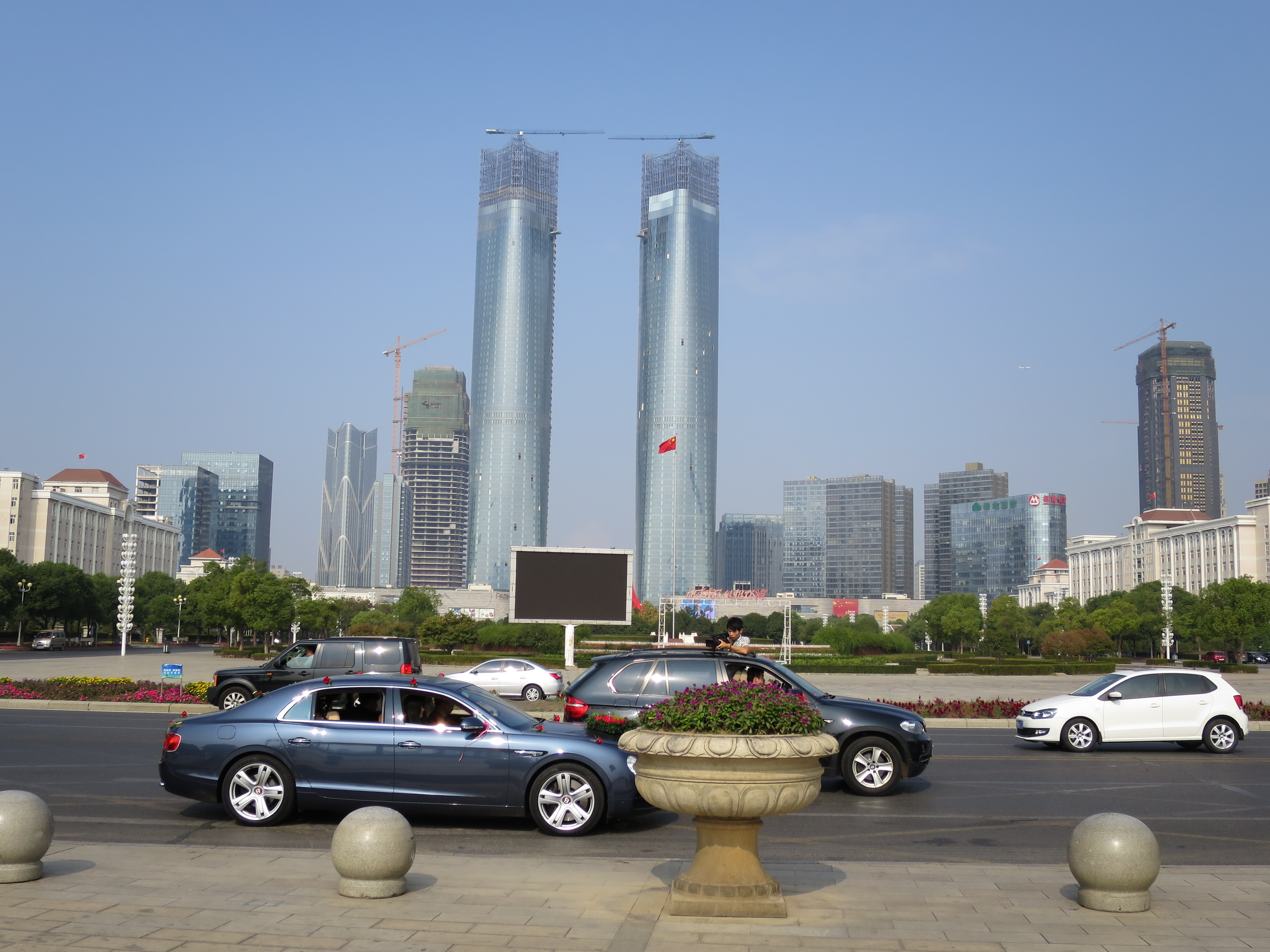
ساحة مركز نانتشانغ غرينلاند في هونغ غوتان

في عام 2017، بلغ الناتج المحلي الإجمالي للمدينة 500.319 مليار يوان (80.03 مليار دولار أمريكي)، بزيادة قدرها 9.0٪ عن العام السابق. بلغت القيمة المضافة للصناعة الأولية 19.213 مليار يوان، بزيادة قدرها 4.0٪ ؛ وبلغت القيمة المضافة للصناعة الثانوية 266.61 مليار يوان بزيادة 8.4٪. وبلغت القيمة المضافة للصناعات الثلاث 214.496 مليار يوان بزيادة 10.2٪. تم تحويل الناتج المحلي الإجمالي للفرد البالغ 81598 يوانا إلى 12285 دولارا أمريكيا وفقا لمتوسط سعر الصرف السنوي، وبلغ إجمالي الإيرادات المالية للعام 78.282 مليار يوان، بزيادة 14.3٪ عن العام السابق.
بلغ الناتج المحلي الإجمالي لنانتشانغ في عام 2008 166 مليار يوان (24.3 مليار دولار أمريكي). كان نصيب الفرد من الناتج المحلي الإجمالي 36105 يوان (5285 دولار أمريكي). وبلغت القيمة الإجمالية للواردات والصادرات 3.4 مليار دولار أمريكي. بلغ إجمالي الإيرادات المالية 23 مليار يوان.

### المناطق الصناعية
مناطق التنمية على المستوى الوطني 
- منطقة نانتشانغ لتجهيز الصادرات

تقع منطقة نانتشانغ الوطنية للتصدير السريع في منطقة نانشنج التكنلوجيا للتنمية الصناعية، وقد وافق عليها مجلس الدولة في 8 مايو 2006، واجتازت فحص القبول الوطني في 7 سبتمبر 2007. لديها مساحة تخطيط 1 كم 2 وقد بنيت الآن 0.31 كم 2. تتمتع بتخليص جمركي بسيط ومريح، وسياسات تفضيلية خاصة لكل من
منطقة نانتشانغ الوطنية للصادرات ومنطقة التنمية الصناعية الوطنية عالية التقنية في نانتشانغ 
- منطقة التنمية الصناعية الوطنية نانتشانغ عالية التقنية

منطقة التنمية الصناعية الوطنية عالية التقنية في نانتشانغ هي المنطقة الوطنية الوحيدة ذات التقنية العالية المخصصة في جيانغشي، وقد تم تأسيسها في مارس 1991. تغطي المنطقة مساحة 231 كيلومتر مربع (89 ميل2)، وفيها 32 كيلومتر مربع (12 ميل2) . تمتلك منطقة التنمية الصناعية الوطنية عالية التقنية في نانتشانغ حالة طبيعية فريدة وأساسًا صناعيًا سليمًا لقبول صناعة الإلكترونيات. جلبت منطقة التنمية الصناعية الوطنية عالية التقنية في نانتشانغ 25 في المائة من القيمة المضافة الصناعية و50 في المائة من الفوائد الصناعية والضرائب لمدينة نانتشانغ باستخدام 0.4 فقط نسبة مساحة الأرض.
- منطقة التنمية الاقتصادية والتكنولوجية نانتشانغ [35]

مناطق التنمية على مستوى المقاطعات 
- منطقة التنمية الاقتصادية والتكنولوجية جيانغشى سانغاي
- منطقة نانتشانغ للتنمية الاقتصادية والتكنولوجية

المنطقة الاقتصادية الخاصة 
- منطقة هونغوتان الجديدة منطقة جانجيانغ الجديدة

## وسائل النقل

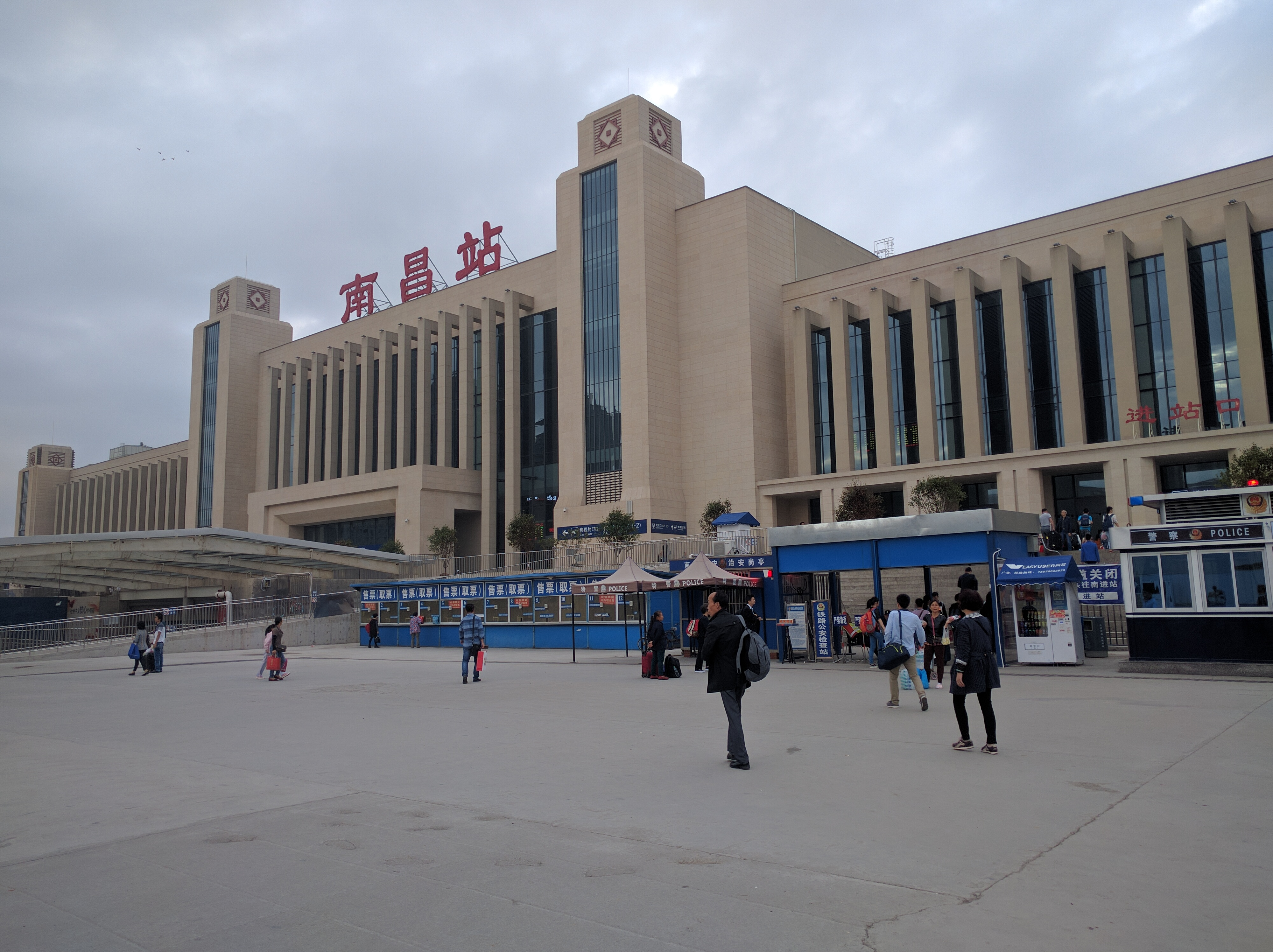
ساحة شرق محطة سكة حديد نانتشانغ

تتمتع مدينة نانتشانغ بموقع جغرافي مفيد ووسائل نقل مريحة. تمت الإشادة به على أنه «ثلاثة أنهار وخمس بحيرات، والتحكم في أرقى وأفضل البحيرات». وهي تعتمد على السكك الحديدية عالية السرعة ومراكز الطيران لربط ثلاث دوائر اقتصادية مهمة (دلتا نهر اليانغتسي، دلتا نهر اللؤلؤ، ممرات المرور بين المقاطعات في منطقة هايشي). نانتشانغ هي واحدة من مراكز النقل الشاملة في البلاد وواحدة من أهم محاور النقل المتكاملة في جيانغشي.

### سكة حديدية
نانتشانغ هي محور هام للسكك الحديدية في جنوب شرق الصين. تلتقي سكة حديد بكين - كاولون (جينغجيو) وسكك حديد شانغهاي - كونمينغ (سكة حديد تشجيانغ - جيانغشي أو زيجان سابقًا)، وخط سكة حديد شيانغتانغ - بوتيان وخط سكة حديد نانتشانغ - جيوجيانغ بين المدن في نانتشانغ. يدير مكتب نانتشانغ للسكك الحديدية جزءًا كبيرًا من شبكة السكك الحديدية في جيانغشي ومقاطعة فوجيان المجاورة. محطة سكة حديد نانتشانغ ومحطة سكة حديد نانتشانغ ويست هي محطات السكك الحديدية الرئيسية للركاب في المدينة. نانتشانغ متصلة بـ هانغتشو وتشانغشا وشانغهاي عبر خدمة CRH (السكك الحديدية الصينية عالية السرعة).

### النقل الجوي

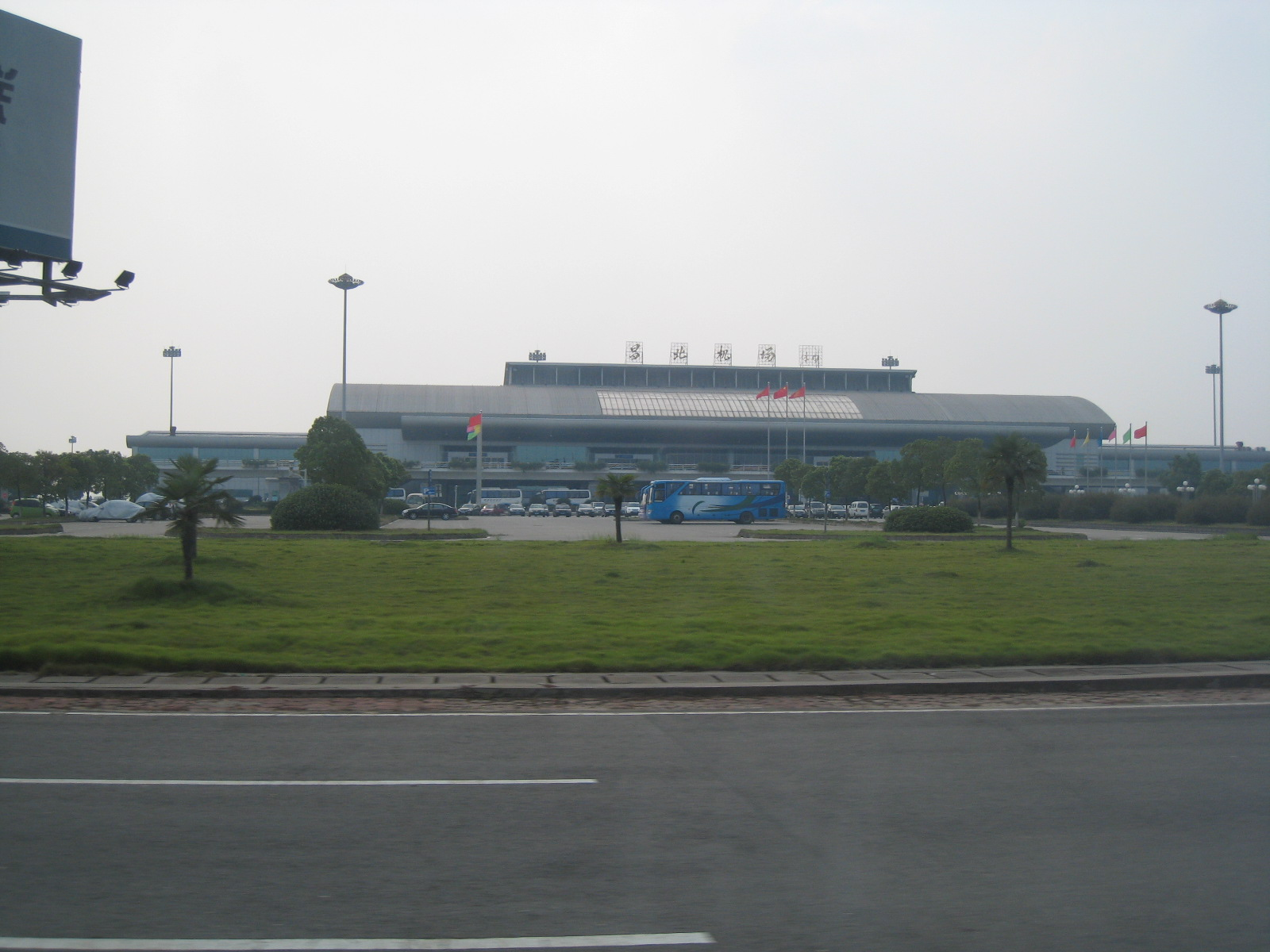
مطار نانتشانغ الدولي

تم بناء مطار نانتشانغ تشانجبي الدولي (KHN) في عام 1996 وهو المطار الدولي الرئيسي. وهي تقع في مدينة ليهوا، على بعد 26 كيلومترًا شمال منطقة CDB. مطار شانغ بي الدولي هو الوحيد في مقاطعة جيانجو الذي له طريق جوي دولي. يرتبط المطار بالمدن الرئيسية في البر الرئيسي مثل شنتشن، وقوانغتشو، وهايكو، وشنغهاي، وبكين. يوجد مطار عسكري / مدني بالقرب من ليان تانغ، مقاطعة نانتشانغ.
مطار نانتشانغ تشانغبي الدولي هو أكبر مطار في مقاطعة جيانغشي. في عام 2014، افتتح مطار نانتشانغ ما يصل إلى 10 وجهات دولية. وقد تعامل المطار مع 7.25 مليون مسافر في عام 2014، بزيادة قدرها 6.3٪. من بينها، تجاوز ميناء نانتشانغ للطيران 280 ألف مسافر، بزيادة تقارب 40٪ ، ليصبح حجم حركة المرور في المطار. قوة هامة للنمو، وسوف تستمر في الحفاظ على التطور السريع. في 6 ديسمبر 2017، تجاوز معدل نقل الركاب السنوي لمطار نانتشانغ 10 ملايين مسافر، مما يجعله «مطار نانتشانغ الحادي والثلاثين» في البلاد. في عام 2017، وصل معدل نقل الركاب إلى 10.93 مليون، بزيادة سنوية قدرها 39.0٪، بزيادة صافية في عدد الركاب 3.07 مليون مسافر؛ أقلعت الرحلات الجوية و89000 مركبة، بزيادة سنوية قدرها 35.2٪؛ ونقل البضائع والبريد 52 ألف طن، بزيادة قدرها 3.3٪. من أجل التعاون مع بناء سكة حديد بكين-كولون عالية السرعة ومركز النقل بمجمع مطار نانتشانغ نورث، تم تنفيذ توسعات وترقيات واسعة النطاق مؤخرًا.

### النقل البري
البنية التحتية للنقل البري في نانتشانغ واسعة النطاق. يمر عدد من الطرق السريعة الوطنية عبر المدينة. وهي الطرق الوطنية رقم 105 من بكين إلى تشوهاى، ورقم 320 من شنغهاي إلى كونمينغ، ورقم 316 من فوتشو إلى لانتشو. شركات النقل الرئيسية التي تعمل في نانتشانغ هي شركة شركة النقل تشانغآن المحدودة، ومحطة نانتشانغ للحافلات الطويلة، ومحطة نانتشانغ للحافلات. يمر الطريق السريع الوطني G70 عبر نانتشانغ. شيدت نانتشانغ أيضًا طريقها السريع الدائري G70_01 الذي تم افتتاحه في عام 2007.
تخدم محطة حافلات نانتشانغ لمسافات طويلة طرقًا طويلة المدى إلى نانجنج وشانجين وهيفي ومدن أخرى خارج مقاطعة جانجي. تشغل محطة حافلات Xufang طرقًا إلى المدن والبلدات والمحافظات داخل مقاطعة جيانغشى.

### المترو
يعد نانتشانغ للسكك الحديدية هو أول نظام نقل بالسكك الحديدية في مقاطعة جيانغشى، ونظام MRT الرائد في العالم، وهو الدفعة الثانية من مدن عبور السكك الحديدية في الصين. وسيربط منطقة وسط المدينة الرئيسية في نانتشانغ وكل مدينة تابعة لها، ويعمل مترو نانتشانغ منذ 26 ديسمبر 2015. نانشانغ هي المدينة الخامسة والعشرون في البر الرئيسي للصين التي يتم تشغيلها. بدأ التخطيط لمشروع النقل بالسكك الحديدية في نانتشانغ في عام 1999 وبدأ رسميًا في عام 2009. بلغت المرحلة الأولى من الخطين رقم 1 ورقم 2 50996 كيلومترًا (الخط الأول هو خط مترو الأنفاق). تم افتتاح الخط 1 وتشغيله رسميًا في نهاية عام 2015، وبدأ تشغيل الخط 2 من «القسم الأول» في 19 أغسطس 2017.

### ماء
تقع مدينة نانتشانغ على نهر جان ونهر فو وبحيرة الفيل وبحيرة كينغشان وبحيرة إيكسي. ومن ثم فإن الطرق المائية لنانتشانغ ذات أهمية حاسمة للاقتصاد والتجارة والشحن. ميناء نانتشانغ هو أكبر ميناء على نهر جان. يمكن للمسافرين ركوب ميناء نانتشانغ والسفر بالقارب إلى جينغ قانغ شان وجناح تنغوانغ. هناك سفن ركاب تزور بحيرة بويانغ وتل ستون بيل ومنطقة حماية الطيور في بحيرة بويانغ وتل داغو وغيرها من أماكن الجذب السياحي.

## معالم

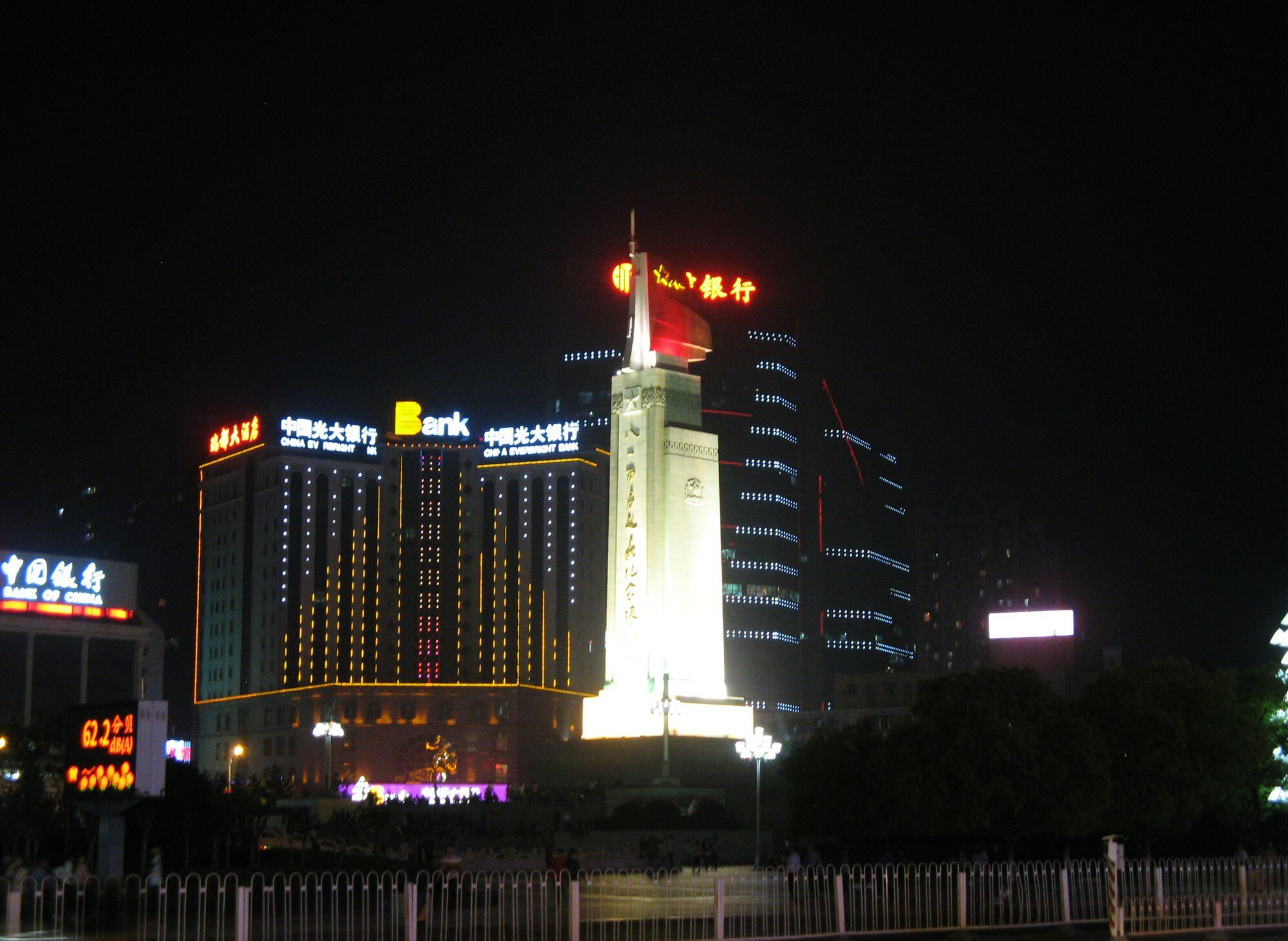
منظر ليلي سكوير بايي

- جناح تنغوانج، جناح شاهق يعود تاريخه إلى 653، على الضفة الشرقية لنهر جان وهو أحد «الأبراج الأربعة الكبرى في الصين»
- بحيرة بويانغ، أكبر بحيرة للمياه العذبة في الصين، وتسمى أيضًا «جنة الطيور المهاجرة».
- نجمة نانتشانغ، التي كانت أطول عجلة فيريس في العالم من 2006 إلى 2008، في منطقة هونغو الجديدة [38]
- Qiushui Square، تأسست في 28 يناير 2004 مع أكبر مجموعة نافورة موسيقية مع الموسيقى في آسيا.
- متحف مقاطعة جيانغشي وقاعة معارض بادا شانرين
- حديقة الشعب، أكبر حديقة في وسط مدينة نانتشانغ [39]
- ميدان بايي والنصب التذكاري، في وسط نانتشانغ، يحيي ذكرى تأسيس جيش التحرير الشعبي خلال انتفاضة نانتشانغ في 1 أغسطس (با يي في الماندرين) في عام 1927، والتي أدت إلى تشكيل جمهورية الصين الشعبية في عام 1949.

## تعليم
الكليات والجامعات (لاحظ أن المؤسسات التي ليس لديها برامج بكالوريوس بدوام كامل ليست مدرجة):
- جامعة جيانغشي للتمويل والاقتصاد
- جامعة نانتشانغ
- جامعة نانتشانغ هانغكونغ
- جامعة جيانغشى الزراعية
- جامعة شرق الصين جياوتونغ
- جامعة شرق الصين للتكنولوجيا، حرم نانتشانغ الجامعي
- معهد جيانغشي للطب الصيني التقليدي
- معهد نانتشانغ للتكنولوجيا
- كلية جيانغشى للتصنيع والمهنية
- جامعة جيانغشي للطب الصيني التقليدي

المدارس الثانوية:
- المدرسة المتوسطة
- مدرسة نانتشانغ الإعدادية رقم 2
- مدرسة نانتشانغ الإعدادية رقم 1
- مدرسة نانتشانغ الإعدادية رقم 3
- مدرسة نانتشانغ المتوسطة رقم 10

المدارس الدولية:
- مدرسة نانتشانغ الدولية

## رياضة
نانتشانغ هو موقع جيانغشي الدولي للتنس النسائي المفتوح .

## روابط خارجية
- موقع حكومة نانتشانغ
- خريطة نانتشانغ